# Numeri Sd.Kfz.
A cominciare dal riarmo nei primi anni trenta e sino alla primavera 1945, l'Esercito tedesco (dapprima Reichswehr e poi Heer, branca terrestre della Wehrmacht) impiegò una lista di numeri Sd.Kfz. per catalogare e indicare i diversi tipi di veicoli (cingolati, semincingolati o ruotati) che immise progressivamente in servizio. La sigla alfabetica, abbreviazione di Sonderkraftfahrzeug o "veicolo per usi speciali", è seguita da uno o più numeri a loro volta organizzati in intervalli dedicati a carri armati, semoventi, trattori d'artiglieria, trasporti, autoblindo. Le versioni di uno stesso mezzo sono indicate con l'aggiunta di una barretta e di tanti numeri quante sono le versioni, a cominciare dall'"1".

## Riferimenti Sd.Kfz.
- Sd.Kfz. 2 (semicingolato leggero kleines Kettenkrad)
  - Sd.Kfz. 2/1 (variante leggera destinata a stendere i cavi telefonici)
  - Sd.Kfz. 2/2 (variante pesante destinata a stendere cavi telefonici)
- Sd.Kfz. 3 (Maultier basato su camion 2 t)
  - Sd.Kfz. 3a (Maultier basato su camion Opel 2 t)
  - Sd.Kfz. 3b (Maultier basato su camion Ford 2 t)
  - Sd.Kfz. 3c (Maultier basato su camion KHD da 2 t)
- Sd.Kfz. 4 (Maultier basato su camion 4,5 t)
  - Sd.Kfz. 4/1 (Maultier armato con lanciarazzi Nebelwerfer 42 da 15 cm)
- Sd.Kfz. 6 (semicingolato medio da 5 t per uso del genio)
  - Sd.Kfz. 6/1 (semicingolato medio da 5 t per uso dell'artiglieria)
  - Sd.Kfz. 6/2 (Sd.Kfz. 6 con il pianale adattato per l'uso di un cannone contraerei 3,7 cm FlaK 18)
- Sd.Kfz. 7 (semicingolato medio da 8 t)
  - Sd.Kfz. 7/1 (Sd.Kfz. 7 con il pianale adattato per l'uso di un complesso quadruplo contraerei 2 cm Flakvierling)
  - Sd.Kfz. 7/2 (Sd.Kfz. 7 con il pianale adattato per l'uso di un cannone contraerei 3,7 cm FlaK 18)
  - Sd.Kfz. 7/3 (Sd.Kfz. 7 utilizzato per il controllo del tiro dei missili V-2)
  - Sd.Kfz. 7/6 (Sd.Kfz. 7 di telemetria per unità antiaeree)
- Sd.Kfz. 8 (semicingolato pesante da 12 t)
- Sd.Kfz. 9 (semicingolato pesante da 18 t)
  - Sd.Kfz. 9/1 (Sd.Kfz. 9 con pianale adattato per l'uso di una gru da 6 t)
  - Sd.Kfz. 9/2 (Sd.Kfz. 9 con pianale adattato per l'uso di una gru da 10 t)
- Sd.Kfz. 10 (semicingolato leggero da 1 t)
  - Sd.Kfz. 10/1 (veicolo leggero per la rivelazione di gas)
  - Sd.Kfz. 10/2 (veicolo leggero da decontaminazione)
  - Sd.Kfz. 10/3 (veicolo leggero per decontaminazione a spruzzo)
  - Sd.Kfz. 10/4 (SdKfz 10 con pianale adattato per l'uso di un cannone contraerei 2 cm FlaK 30)
  - Sd.Kfz. 10/5 (Sd.Kfz. 10 con pianale adattato per l'uso di un cannone contraerei 2 cm FlaK 38)
- Sd.Kfz. 11 (trattore d'artiglieria medio da 3 t)
  - Sd.Kfz. 11/1 (veicolo fumogeno)
  - Sd.Kfz. 11/2 (veicolo medio per decontaminazione)
  - Sd.Kfz. 11/3 (veicolo medio per decontaminazione a spruzzo)
  - Sd.Kfz. 11/4 (veicolo fumogeno)
  - Sd.Kfz. 11/5 (veicolo medio per la rilevazione di gas)
- Sd.Kfz. 101 (carro armato leggero Panzer I Ausf. A/B)
- Sd.Kfz. 111 (variante trasporto munizioni del Panzer I)
- Sd.Kfz. 121 (carro armato leggero Panzer II)
- Sd.Kfz. 122 (carro armato Panzer II con lanciafiamme)
- Sd.Kfz. 123 (carro armato leggero da ricognizione Panzer II Ausf. L Luchs)
- Sd.Kfz. 124 (semovente d'artiglieria Wespe con obice 10,5 cm leFH 18)
- Sd.Kfz. 131 (cacciacarri Marder II su scafo Panzer II con cannone 7,5 cm PaK 40)
- Sd.Kfz. 132 (cacciacarri Marder II su scafo Panzer II con cannone 7,62 cm PaK 36(r))
- Sd.Kfz. 135 (trasporto cingolato Lorraine 37L catturato)
  - Sd.Kfz. 135/1 (semovente d'artiglieria 15 cm schwere Feldhaubitze 13/1 (Selbstfahrlafette) Geschützwagen Lorraine Schlepper (f) su scafo Lorraine 37L catturato)
- Sd.Kfz. 138 (cacciacarri Marder III su scafo Panzer 38(t) armato con 7,5 cm PaK 40)
  - Sd.Kfz. 138/1 (semovente di appoggio per la fanteria Grille con obice 15 cm sIG 33 su scafo Panzer 38(t) modificato)
- Sd.Kfz. 139 (cacciacarri Marder III su scafo Panzer 38(t) armato con 7,62 cm PaK 36(r))
- Sd.Kfz. 140 (semovente contraerei Flakpanzer 38(t) su scafo Panzer 38(t) armato con cannone 2 cm FlaK 30)
  - Sd.Kfz. 140/1 (veicolo da ricognizione su scafo del Panzer 38(t) e torretta del Sd.Kfz. 222)
- Sd.Kfz. 141 (carro armato medio Panzer III, modelli da A a J armati con cannone 3,7 cm KwK 36 o con cannone 5 cm KwK 39 L/60)
  - Sd.Kfz. 141/1 (carro armato medio Panzer III, modelli da J[1] a M armati con cannone 5 cm KwK 39)
  - Sd.Kfz. 141/2 (carro armato medio Panzer III modello N, armato con cannone 7,5 cm KwK 37 L/24)
- Sd.Kfz. 142 (semovente di appoggio alla fanteria Sturmgeschütz III modelli da A a E, armati con cannone 7,5 cm StuK L/24)
  - Sd.Kfz. 142/1 (semovente cacciacarri Sturmgeschütz III modelli F e G, armati con 7,5 cm StuK 40 L/43 o L/48)
  - Sd.Kfz. 142/2 (semovente di appoggio alla fanteria Sturmhaubitze 42 modelli F e G armato con obice 10,5 cm StuH 42)
- Sd.Kfz. 143 (veicolo per osservatori avanzati di artiglieria su scafo Panzer III)
- Sd.Kfz. 161 (carro armato medio Panzer IV, modelli A a F con armamento principale 7,5 cm KwK 37)
  - Sd.Kfz. 161/1 (carro armato medio Panzer IV, modelli F1 a G con armamento principale 7,5 cm KwK L/43)
  - Sd.Kfz. 161/2 (carro armato medio Panzer IV, modelli H a J con armamento principale 7,5 cm KwK L/48)
  - Sd.Kfz. 161/3 (semovente contraerei Flakpanzer IV Möbelwagen armato con cannone 3,7 cm FlaK 43 su scafo Panzer IV)
- Sd.Kfz. 162 (cacciacarri Jagdpanzer IV su scafo Panzer IV armato con un 7,5 cm KwK L/48)
  - Sd.Kfz. 162/1 (cacciacarri Jagdpanzer IV su scafo Panzer IV armato con un 7,5 cm KwK 42)
- Sd.Kfz. 164 (cacciacarri Nashorn su scafo Panzer IV modificato, armato con un 8,8 cm KwK 43)
- Sd.Kfz. 165 (semovente Hummel su scafo Panzer IV modificato armato con un 15 cm sFH 18)
- Sd.Kfz. 166 (semovente di fanteria Sturmpanzer IV con 15 cm StuH 43)
- Sd.Kfz. 167 (cannone d'assalto Sturmgeschütz IV su scafo Panzer IV armato con un 7,5 cm KwK L/48)
- Sd.Kfz. 171 (carro armato medio Panzer V Panther)
- Sd.Kfz. 172 (variante come cacciacarri del Panther rimasta solo al livello di progetto)
- Sd.Kfz. 173 (cacciacarri Jagdpanzer V Jagdpanther)
- Sd.Kfz. 179 (variante recupero "Bergepanther" del carro Panther)
- Sd.Kfz. 181 (carro armato pesante Panzer VI Tiger I)
- Sd.Kfz. 182 (carro armato pesante Panzer VI Tiger II)
- Sd.Kfz. 184 (cacciacarri Elefant)
- Sd.Kfz. 185 (cacciacarri Jagdpanzer VI Jagdtiger armato con il cannone 8,8 cm KwK 43 L/71)
- Sd.Kfz. 186 (cacciacarri Jagdtiger armato con il cannone 12,8 cm L/55)
- Sd.Kfz. 205 (carro armato pesante Panzer VIII Maus)
- Sd.Kfz. 221 (autoblindo leggera armata di mitragliatrice da 7,92 mm)
- Sd.Kfz. 222 (autoblindo leggera armata con cannone contraereo 2 cm KwK 35 L/45)
- Sd.Kfz. 223 (autoblindo leggera con apparecchiatura radio per trasmissioni a lunga distanza su scafo Sd.Kfz. 222)
- Sd.Kfz. 231 6 rad (autoblindo pesante con 6 ruote armata con cannone automatico 2 cm KwK 30 L/55)
- Sd.Kfz. 231 8 rad (autoblindo pesante con 8 ruote armata con cannone automatico 2 cm KwK 30 L/55)
- Sd.Kfz. 232 6 rad (autoblindo pesante con 6 ruote con radio per trasmissioni a lunga distanza)
- Sd.Kfz. 232 8 rad (autoblindo pesante con 8 ruote con radio per trasmissioni a lunga distanza)
- Sd.Kfz. 233 (autoblindo pesante armata con cannone 5 cm KwK 39 L/60)
- Sd.Kfz. 234 (autoblindo pesante a 8 ruote con sospensioni indipendenti, il numero che segue l'Sd.Kfz. individua l'armamento)
  - Sd.Kfz. 234/1 (Sd.Kfz. 234 armata con cannone automatico 2 cm KwK 35 L/45)
  - Sd.Kfz. 234/2 "Puma" (Sd.Kfz. 234 armata con cannone 5 cm KwK 39 L/60)
  - Sd.Kfz. 234/3 (Sd.Kfz. 234 armata con cannone 7,5 cm KwK 37 L/24)
  - Sd.Kfz. 234/4 (Sd.Kfz. 234 armata con cannone 7,5 cm KwK L/46)
- Sd.Kfz. 247 (auto blindata per trasporto personale)
- Sd.Kfz. 250 (semicingolato leggero per il trasporto truppe)
  - Sd.Kfz. 250/1 (Sd.Kfz. 250 adattato al trasporto di una squadra di fanteria, armato con 2 mitragliatrici MG 34 da 7,92 mm)
  - Sd.Kfz. 250/2 (Sd.Kfz. 250 adattato per stendere cavi telefonici e per funzionare come veicolo da osservazione)
  - Sd.Kfz. 250/3 (Sd.Kfz. 250 per collegamento radio a lunga distanza e per aerocooperazione)
  - Sd.Kfz. 250/4 (Sd.Kfz. 250 da osservazione blindato)
  - Sd.Kfz. 250/5 (Sd.Kfz. 250 da osservazione o ricognizione blindato)
  - Sd.Kfz. 250/6 (Sd.Kfz. 250 adattato per il trasporto munizioni)
  - Sd.Kfz. 250/7 (Sd.Kfz. 250 armato con mortaio 8 cm GW 34)
  - Sd.Kfz. 250/8 (Sd.Kfz. 250 armato con 7,5 cm KwK 37 L/24)
  - Sd.Kfz. 250/9 (Sd.Kfz. 250 da esplorazione, armato con 2 cm KwK 35 L/45 in torretta aperta superiormente)
  - Sd.Kfz. 250/10 (Sd.Kfz. 250 comando plotone, armato con cannone 3,7 cm PaK 36)
  - Sd.Kfz. 250/11 (Sd.Kfz. 250 comando plotone, armato con cannone 2,8 cm S.Pz.B. 41)
  - Sd.Kfz. 250/12 (Sd.Kfz. 250 per trasporto di osservatori del tiro per l'artiglieria)
- Sd.Kfz. 251 (semicingolato medio per trasporto truppe)
  - Sd.Kfz. 251/1 (Sd.Kfz. 251 veicolo di trasporto per due squadre di fanteria armato con 2 mitragliatrici MG 34 da 7,92 mm)
  - Sd.Kfz. 251/2 (Sd.Kfz. 251 armato con mortaio 8 cm GW 34)
  - Sd.Kfz. 251/3 (Sd.Kfz. 251 per collegamento radio a lunga distanza)
  - Sd.Kfz. 251/4 (Sd.Kfz. 251 adattato come trattore d'artiglieria e trasporto munizioni per l'obice 7,5 cm leIG 18)
  - Sd.Kfz. 251/5 (Sd.Kfz. 251 veicolo di trasporto per due squadre del genio)
  - Sd.Kfz. 251/6 (Sd.Kfz. 251 adattato come posto di comando mobile)
  - Sd.Kfz. 251/7 (Sd.Kfz. 251 veicolo di trasporto per due squadre del genio e per un ponte leggero)
  - Sd.Kfz. 251/8 (Sd.Kfz. 251 versione ambulanza)
  - Sd.Kfz. 251/9 (Sd.Kfz. 251 armato con 7,5 cm KwK 37)
  - Sd.Kfz. 251/10 (Sd.Kfz. 251 comando plotone, armato con cannone 3,7 cm PaK 36)
  - Sd.Kfz. 251/11 (Sd.Kfz. 251 adattato per stendere cavi telefonici)
  - Sd.Kfz. 251/12 (Sd.Kfz. 251 per trasporto di osservatori del tiro per l'artiglieria)
  - Sd.Kfz. 251/13 (Sd.Kfz. 251 per registrazioni sonore per artiglieria[2]
  - Sd.Kf.z 251/14 (Sd.Kfz. 251 veicolo per misure sonore)
  - Sd.Kfz. 251/15 (Sd.Kfz. 251 con equipaggiamento per il rilevamento delle vampe dei tiri di artiglieria)
  - Sd.Kfz. 251/16 (Sd.Kfz. 251 armato con due lanciafiamme)
  - Sd.Kfz. 251/17 (Sd.Kfz. 251 armato con 2 cm FlaK 38)
  - Sd.Kfz. 251/18 (Sd.Kfz. 251 adattato come posto di osservazione)
  - Sd.Kfz. 251/19 (Sd.Kfz. 251 con centralino telefonico)
  - Sd.Kfz. 251/20 (Sd.Kfz. 251 con faro a raggi infrarossi per l'illuminazione del campo di battaglia)
  - Sd.Kfz. 251/21 (Sd.Kfz. 251 armato con mitragliatrice MG 151/15 da 15 mm o MG 151/20 da 20 mm[3] per difesa contro aerei operanti a bassa quota)
  - Sd.Kfz. 251/22 (Sd.Kfz. 251 armato con 7,5 cm PaK 40)
  - Sd.Kfz. 251/23 (Sd.Kfz. 251 da esplorazione, armato con 2 cm KwK 35 L/45 in torretta aperta superiormente; probabilmente mai costruito)
- Sd.Kfz. 252 (semicingolato leggero per trasporto munizioni)
- Sd.Kfz. 253 (semicingolato leggero per osservazione)
- Sd.Kfz. 254 (trattori d'artiglieria austriaci Saurer RR-7 convertiti in veicoli da ricognizione)
- Sd.Kfz. 260 (autoblindo leggera con apparecchiatura radio)
- Sd.Kfz. 261 (autoblindo leggera con apparecchiatura radio)
- Sd.Kfz. 263 6 rad  (autoblindo pesante a 6 ruote con apparecchiatura radio)
- Sd.Kfz. 263 8 rad (autoblindo pesante a 8 ruote con apparecchiatura radio)
- Sd.Kfz. 265 (carro armato Panzer I adattato a posto comando)
- Sd.Kfz. 266 (carro armato Panzer III adattato a posto comando con radio FuG 6 e FuG 2)
- Sd.Kfz. 267 (Panzer III o Panzer V Panther o Panzer VI Tiger I adattato a posto comando con radio FuG 6 e FuG 8)
- Sd.Kfz. 268 (Panzer III o Panzer V Panther o Panzer VI Tiger I adattato a posto comando con radio FuG 6 e FuG 7)
- Sd.Kfz. 300 (veicolo sminatore telecomandato Borgward I "Minenräumwagen")
- Sd.Kfz. 301 (veicolo pesante telecomandato Borgward IV per trasporto cariche di demolizione)
- Sd.Kfz. 302 (veicolo leggero telecomandato Goliath da demolizione)
- Sd.Kfz. 303 (veicolo leggero telecomandato Goliath da demolizione)
- Sd.Kfz. 304 (veicolo medio telecomandato Springer da demolizione)